# Wer weiß, wie nahe mir mein Ende
Wer weiß, wie nahe mir mein Ende (BWV 27) is een religieuze cantate, geschreven door Johann Sebastian Bach.

## Programma
De cantate werd voor het eerst uitgevoerd op de 16e zondag na Trinitatis in 1726. In 1726 viel deze zondag op 6 oktober.
Bijbelteksten
- Efeziërs 3, verzen 13-21
- Lucas 7, verzen 11-17.

## Tekst
De teksten van de cantate zijn geschreven door Ämilie Juliane von Schwarzburg-Rudolstadt (openingskoor), Johann Georg Albinus (slotkoraal). Wie de overige stukken heeft geschreven is onbekend.
Inhoud
1. Koraal en recitatief (sopraan, alt en tenor) "Wer weiß, wie nahe mir mein Ende"
2. Recitatief (tenor) "Mein Leben hat kein ander Ziel"
3. Aria (alt) "Wilkommen! will ich sagen"
4. Recitatief (sopraan) "Ach, wer doch schon im Himmel wär!"
5. Aria (bas) "Gute Nacht, du Weltgetrümmel!"
6. Koraal "Welt, ade! ich bin dein müde"

## Toelichting
Opvallend aan deze cantate is het openingskoor: een duet tussen het koor (dat een koraal zingt) en solisten (sopraan, alt en tenor) over de eindigheid van het leven. In de muzikale bas (gespeeld door cello en basso continuo) is het tikken van de tijd te horen. Dit effect gebruikt Bach in veel andere muziekstukken die over de dood gaan (vergelijk bijvoorbeeld het openingskoor van de Matthäuspassion), vaak in de betekenis van het luiden van de doodsklokken waarmee een sterven werd aangegeven. Als enige solostem komt de bas niet in dit stuk voor: deze stem werd door Bach altijd gebruikt om de stem van Jezus weer te geven.
Het slotkoraal Welt ade! ich bin dein müde was een van de muziekstukken die bij de uitvaart van Prins Bernhard werden gespeeld tijdens het verlaten van de kerk. Het slotkoraal is een exacte kopie van een koraal van een van Bachs voorgangers als cantor van de Thomasschule in Leipzich, Johann Rosenmüller.